# Julia Varady
Julia Várady (n. 1 septembrie 1941, Oradea) este o soprană română de etnie maghiară. În 1970 s-a stabilit în Republica Federală Germania, unde s-a căsătorit cu baritonul Dietrich Fischer-Dieskau.

## Biografie
Julia Várady s-a născut la Oradea. La vârsta de 6 ani a început studiul viorii la conservatorul din Cluj. La vârsta de 14 ani a început să ia ore de canto cu Emilia Pop. A debutat ca mezzosoprană cântând Orfeu din Orfeo ed Euridice de Christoph Willibald Gluck și Fiordiligi din Cosi fan tutte de W. A. Mozart la Cluj. În 1970 a dat o audiție pentru Christoph Dohnanyi și a primit un angajament la opera din Frankfurt în Germania. Un an mai târziu a avut un succes răsunător în rolul Vitellia din Clemența lui Tito de W.A.Mozart la festivalul de operă de la München. Imediat a devenit membră a ansamblului operei din München iar mai târziu al Deutsche Oper Berlin. A apărut, ca invitată, în toate marile opere din Germania, la Covent Garden din Londra și la Teatro Colon din Buenos Aires. A cântat de asemenea la Metropolitan Opera din New York, Staatsoper din Viena și la Festivalul de la Salzburg.

## Soprană mozartiană
Julia Varady și-a construit reputația de soprană mozartiană, cântând rolurile Fiordiligi, Donna Elvira, Donna Anna, Contesa Almaviva, Vitellia, Elektra, Cecilio, majoritatea înregistrându-le sub bagheta lui Karl Böhm. Curând după aceeia a devenit cunoscută și ca interpretă a rolurilor din repertoriul italian, în rolurile Santuzza din Cavalleria rusticana de Pietro Mascagni, Madama Butterfly din opera cu același nume și Liu din Turandot de Giacomo Puccini, Leonora din Trubadurul și Forța destinului de Verdi, Elisabetta din Don Carlo, Violetta din Traviata, Desdemona din Otello, Abigaille din Nabucco și rolul titular din Aida (la Berlin cu Luciano Pavarotti și Dietrich Fischer-Dieskau).
Pe lângă acest repertoriu a avut succese cu Tatiana în Evgheni Oneghi de Ceaikovski și în repertoriul german cu Arabella din Adriane auf Naxos de Richard Strauss și Senta din Olandezul zburător de Richard Wagner. În 1978 a creat rolul Cordelia la premiera operei Regele Lear de Aribert Reimann la Bayerische Staatsoper din München. S-a retras de pe scenă la vârsta de 55 de ani, în 1996.

## Viață personală
În 1977 Julia Varady s-a căsătorit cu baritonul Dietrich Fischer-Dieskau. S-au cunoscut la München în anul 1973 în timpul repetițiilor la Mantaua de Giacomo Puccini. Cuplul a cântat împreună pe scenă ori de câte ori a fost posibil atât în spectacole de operă cât și în concerte. Au efectuat multe înregistrări împreună. Când nu călătoreau, Julia Varady și soțul ei stăteau în general la casa lor din Berlin sau la vila din Berg de pe Starnbergersee. Julia Varady a avut un copil, Zoltan, din prima căsătorie și o nepoțică, Anna, care locuiesc la Budapesta. Pe lângă pasiunea muzicii este o mare colecționară de antichități. Îi place de asemenea să grădinărească și să gătească. Uneori mai cântă în concerte, nu demult cântând "Es gibt ein Reich" din Adriane auf Naxos de Richard Strauss la Richard-Strauss-Tage în Garmisch-Partenkirchen având o critică foarte bună (iunie 2001). În prezent este profesoară la Hochschule für Musik Hanns Eisler în Berlin.